# شکارچیان روح ۲
شکارچیان روح ۲ (انگلیسی: Ghostbusters II) فیلمی در ژانر فانتزی و کمدی ترسناک به کارگردانی ایوان رایتمن است که در سال ۱۹۸۹ منتشر شد.

## بازیگران
- بیل مری
- دن اکروید
- سیگورنی ویور
- هارولد رامیس
- ریک مورانیس
- ارنی هادسون
- آنی پاتس
- پیتر مک‌نیکول
- کرت فولر
- هریس یولین
- جنت مارگولین
- ماری الن ترینور
- چیچ مارین
- بن استاین
- برایان دویل-موری
- کلوئه وب
- کریستوفر نیم
- دیوید مارگولیس
- کوین دان